# Edmond Robillard
Edmond Robillard (né en 1917 à Saint-Paul l'Ermite et mort le 5 janvier 2007), est un théologien, un écrivain et un prêtre dominicain canadien. Professeur à l'Université de Montréal de 1955 à 1983, il maîtrisait cinq langues et se débrouillait bien avec l’hébreu et le sanskrit. Sa thèse de doctorat, écrite en 1946, portait sur La Trinité dans les âmes saintes selon Thomas d'Aquin. Il s'était distingué dans sa défense de l'enseignement chrétien dans les écoles du Québec pendant les années 1960 et 1970.

## Ouvrages publiés
- De l’analogie et du concept d’être, 1963
- Blanc et noir. Poèmes de nature et de grâce, 1963
- L’Unicorne. Tragédie en cinq actes, Ottawa, 1967
- Bibliographie sélective et critique, à l’intention des théologiens, 1976
- Le temps d’un peu… Poèmes, 1980
- Québec blues : une raison de vivre?, 1983
- La réincarnation : rêve ou réalité, 1984
- Nos racines chrétiennes dans l’histoire d’Israël et du monde méditerranéen, 1985
- La messe de tous les dimanches. Essai sur des chorals de Jean-Sébastien Bach, 1985
- Tout ce qu’il vous dira, faites-le. Essai de théologie mariale, 1987
- Justin : l’itinéraire philosophique, 1989
- Qui aime connaît Dieu, 1990
- Jeux d’hiver et d’enfer pour un pays perdu, 1995
- Le pari sur l’incertain ou l’apologie de la religion chrétienne de Blaise Pascal, 1996
- Le discours poétique, 1996
- L’expérience de la Trinité dans les âmes saintes d’après saint Thomas d’Aquin, 1998
- La rédemption, une amoureuse folie de Dieu, 1998
- Saintes et saints de la liturgie canadienne et quelques éphémérides de notre histoire, 1999
- Mémoires d’une enfance à Le Gardeur, 2001
- Du temps que le goglu chantait, 2001
- Dieu est-il mort?, 2002
- Théisme et athéisme, 2003
- L'Homme - Jésus Messie, 2003

## Revues et journaux
- L'Amérique française
- La Presse
- Laval théologique et philosophique
- Le Devoir
- Maintenant
- Revue biblique
- Revue des sciences religieuses
- Revue dominicaine